# Агнес фон Баден
Агнес фон Баден (на немски: Agnes von Baden; * 25 март 1408, † януари 1473, замък Еберщайнбург, Баден-Баден) е маркграфиня от Маркграфство Баден и чрез женитба графиня на Холщайн-Рендсбург и херцогиня на Шлезвиг.

## Живот
Дъщеря е на маркграф Бернхард I фон Баден (1364 – 1431) и третата му съпруга Анна фон Йотинген (1380 – 1436), дъщеря на граф Лудвиг XII фон Йотинген († 1440) и първата му съпруга графиня Беатрикс фон Хелфенщайн († 1385/1388).
Агнес се омъжва на 2 юни 1432 г. за граф Герхард VII фон Холщайн (* 1404, † 24 юли 1433). Тя пада по стълбите през 1433 г. и преждевременно ражда близнаците Хайнрих и Катарина, които умират малки, по неизяснени причини. Адолф VIII, братът на нейния съпруг, не вярва, че тези деца са от брат му и ги присвоява. Той не допуска Агнес в Шлезвиг. Агнес бяга в Баден при брат си маркграф Якоб I фон Баден. Агнес и Якоб I имат конфликти за наследството.
Агнес се сгодява през 1434 г. за Ханс II фон Хевен († сл. 1467), но нейният брат Якоб I има други планове за нейната женитба със син на херцог Конрад V от Олешница от род Пясти. Той я затваря доживотно в замък Еберщайнбург, където умира ослепяла през първите седмици на 1473 г.

## Деца
Агнес има с Герхард VII фон Холщайн имат близнаците:
- Хайнрих (* 16 януари 1433), удавил се при игра, вероятно убит
- Катарина (* 16 януари 1433; † 1434), на една година направена монахиня и умира рано, вероятно убита.